# 6 juni
6 juni is de 157e dag van het jaar (158e dag in een schrikkeljaar) in de gregoriaanse kalender. Hierna volgen nog 208 dagen tot het einde van het jaar.

## Gebeurtenissen
- Algemeen

Anna van Egmond
getrouwd in 1551

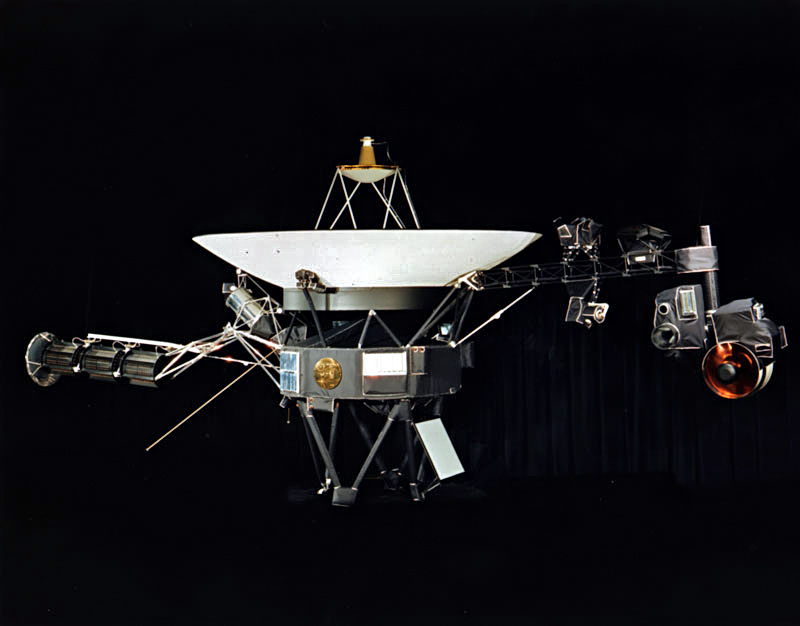
Voyager-1 maakte de eerste foto's genomen buiten het zonnestelsel in 1990

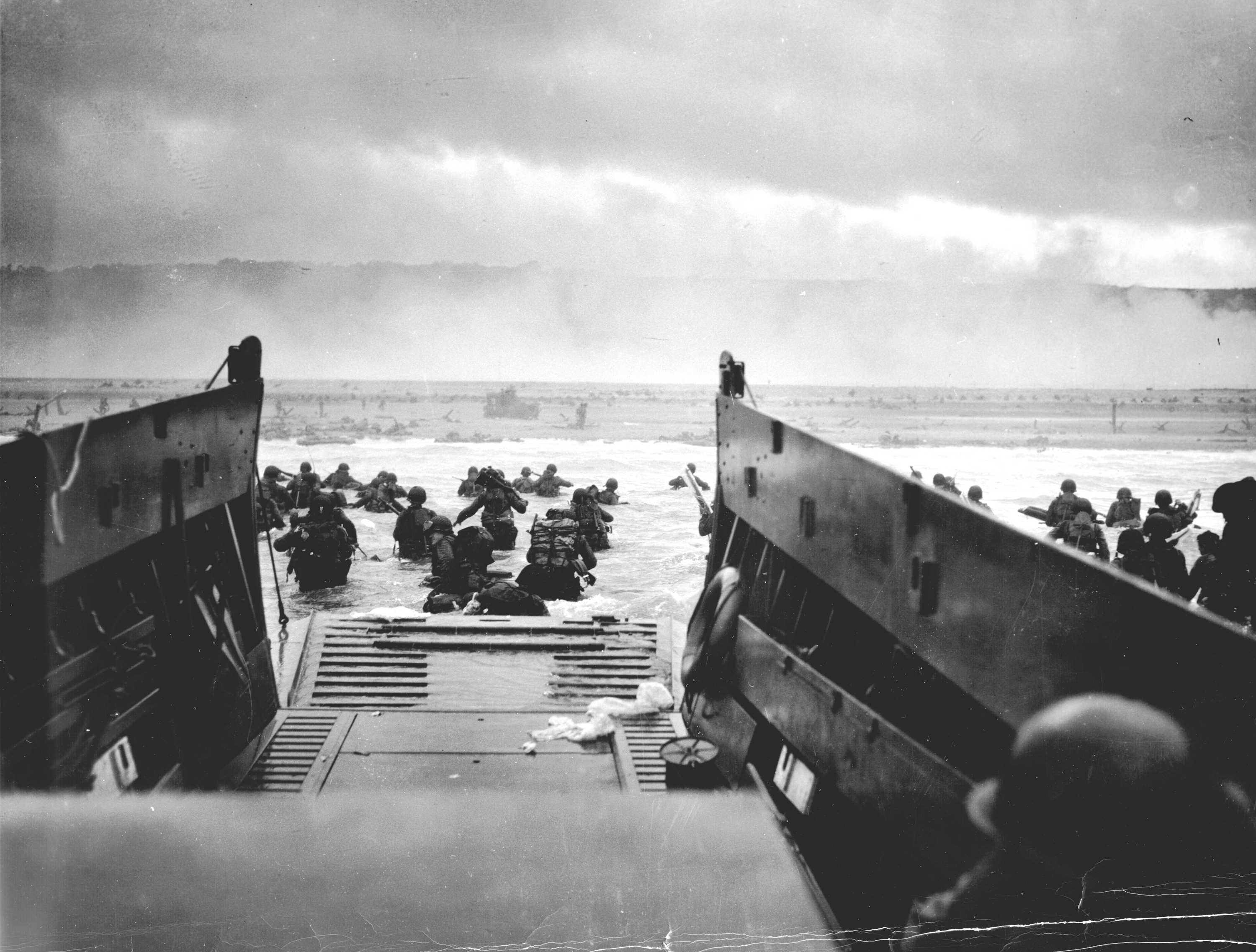
6 juni 1944: D-Day in Normandië

  - 1826 – Oprichting van de kristalfabriek van Val-Saint-Lambert.
  - 1945 – Meinoud Rost van Tonningen, Nederlands collaborateur tijdens de Tweede Wereldoorlog, pleegt zelfmoord in de gevangenis van Scheveningen.
  - 1947 – Tjeerd van der Weide, voormalig NSB-burgemeester van Velsen wordt na een terdoodveroordeling geëxecuteerd voor zijn daden tijdens de Tweede Wereldoorlog.
  - 1990 – In China worden 97 politieke gevangenen, opgesloten omwille van betogingen voor meer democratie, vrijgelaten.
  - 1990 – In België wordt de Arkprijs van het Vrije Woord voor het eerst toegekend aan een politicus: senator André De Beul.
  - 1995 – De Eerste Kamer verwerpt de prestatiebeurs met één stem verschil. Studenten die in september gaan studeren, blijven onder het oude systeem van studiefinanciering vallen en krijgen vijf jaar beurs in plaats van vier jaar.
  - 2009 – Het Nederlandse marineschip De Zeven Provinciën begeleidt het schip MV Yenegoa Ocean, dat is vrijgegeven na een tien maanden durende kaping door Somalische zeerovers. De sleepboot die vaart onder Panamese vlag en een elfkoppige Nigeriaanse bemanning heeft, werd op 4 augustus 2008 gekaapt in de Somalische wateren.
  - 2012 – In Peru komen bij een helikoptercrash veertien onderzoekers van een Zuid-Koreaans bedrijf om het leven, onder wie één Nederlander. Ze waren onderweg naar Cuzco.
- Media
  - 1954 – Eerste Eurovisie-uitzending met een verslag van het Narcissenfeest in Montreux.
  - 2020 – Na 27 jaar stopt het tv-programma Eigen Huis & Tuin.
- Muziek
  - 1964 – The Beatles geven het tweede van twee concerten in het Noord-Hollandse Blokker.
- Oorlog
  - 1667 – Een oorlogsvloot van de Republiek der Zeven Verenigde Nederlanden onder het bevel van admiraal Michiel de Ruyter bereikt in Engeland de monding van de Theems, waarna de imponerende Tocht naar Chatham begon.
  - 1918 – slag bij het Belleaubos Gunnery Sgt. Dan Daley spreekt zijn bekende quote uit: ‘C'mon you sons-of-bitches, do you want to live forever?’
  - 1943 – Eerste transport van kinderen vanuit Kamp Vught naar Sobibór, waar zij een dag na aankomst worden vergast. Dit betrof kinderen in de leeftijdcategorie van 0 tot en met 3 jaar, een dag later gevolgd door een groep kinderen van 4 tot 16 jaar. Totaal aantal: ruim 1200 kinderen.
  - 1944 – Tweede Wereldoorlog: D-Day in Normandië.
  - 1982 – De invasie van Libanon begint als Israëlische troepen Libanon binnentrekken.
  - 1995 – De Bosnische Serviërs laten 108 gegijzelde blauwhelmen vrij. Een groep van 58 VN-soldaten wordt in de loop van de dag per bus naar Zvornik aan de grens met Servië gebracht.
  - 2023 – De stuwdam van het Kachovka-stuwmeer in Oekraïne wordt verwoest waardoor grote hoeveelheden water wegstromen. Er dreigen grootschalige overstromingen, bovendien is de kerncentrale Zaporizja afhankelijk van koelwater uit het meer.[1]
- Politiek
  - 1523 – Gustaaf I wordt gekozen tot koning van Zweden.
  - 1551 – Willem van Oranje trouwt met Anna van Egmond van Buren.
  - 1976 – Rellen in Soweto in Zuid-Afrika kondigen het begin van de afschaffing van apartheid aan.
  - 1995 – Het Constitutionele Hof van Zuid-Afrika schaft de doodstraf af. Daarmee komt een einde aan vijf jaar onzekerheid over het lot van 453 gevangenen die wegens moord en andere misdaden ter dood zijn veroordeeld.
  - 2016 – De Britse regering waarschuwt voor aanslagen op buitenlanders in Zuid-Afrika.
- Religie
  - 1844 – De YMCA wordt opgericht in Londen.
  - 1929 – Verheffing van de rooms-katholieke Apostolische Prefectuur IJsland tot apostolisch vicariaat IJsland.
  - 1960 – Benoeming van de Duitse kardinaal Augustin Bea tot eerste president van het Secretariaat voor de eenheid onder de Christenen van de Romeinse Curie.
  - 2004 – Paus Johannes Paulus II heeft op de tweede dag van zijn bezoek aan Bern een ontmoeting met voormalige leden van de Zwitserse Garde.
  - 2006 – De datum van vandaag wordt geschreven als 6-6-6 ofwel 666, wat het Getal van het Beest is. Duizenden christenen wereldwijd bidden voor afkering van het kwaad.
- Sport
  - 1894 – Oprichting van de Duitse voetbalclub Karlsruher SC.
  - 1954 – Standard Luik wint voor de eerste keer in de clubgeschiedenis de Belgische voetbalbeker door RC Mechelen KM in de finale met 3-1 te verslaan.
  - 1985 – FC Utrecht wint voor de eerste keer in de clubgeschiedenis de KNVB Beker. Op eigen veld is de ploeg met 1-0 te sterk voor Helmond Sport. John van Loen maakt in de verlenging het enige doelpunt van de wedstrijd.
  - 1993 – In de Franse stad Caen wordt het Stade Michel d'Ornano officieel geopend.
  - 1995 – Oprichting van de Amerikaanse profvoetbalorganisatie Dallas Burn.
  - 1998 – Atlete Ester Goossens brengt in Malmö het Nederlands record op de 400 meter op 51.35 seconden.
  - 1999 – Johan van Lieshout verbetert in Lahti het Nederlands record speerwerpen met een worp van 80,51 meter.
  - 2001 – Het Moldavisch voetbalelftal lijdt de zwaarste nederlaag uit zijn geschiedenis. De ploeg verliest in Göteborg met 6-0 van Zweden, onder meer door vier treffers van aanvaller Henrik Larsson.
  - 2010 – Bij wedstrijden in Bydgoszcz scherpt de Poolse atlete Anita Włodarczyk haar eigen wereldrecord kogelslingeren (77,96 meter) aan tot 78,30 meter.
  - 2015 – Gastland Canada wint in de openingswedstrijd van het zevende WK voetbal voor vrouwen met 1-0 van China.
  - 2017 – Peter Bosz vertrekt bij AFC Ajax en wordt de nieuwe hoofdtrainer bij Borussia Dortmund.
- Wetenschap en technologie
  - 1683 – In Oxford opent het Ashmolean Museum, het eerste universiteitsmuseum ter wereld.
  - 1990 – De eerste foto's genomen buiten het zonnestelsel worden door de ruimtesonde Voyager 1 naar de aarde doorgestuurd. Op de foto's zijn zes planeten, waaronder de aarde, te zien, vanaf een afstand van zes miljard kilometer.
  - 1995 – De Amerikaan Norm Thagard breekt het record van het langste verblijf in de ruimte van een NASA-astronaut dat stond op iets meer dan 84 dagen. In de periode maart-juli zal hij het record optrekken tot 115 dagen.[2]
  - 2012 – Ingebruikname van Internet Protocol v6 dat een grote toename van het aantal gebruikers (mensen en robotten) van het internet mogelijk maakt.
  - 2012 – 2e Venusovergang van de serie die in 2004 is begonnen. De volgende overgangen van de serie zijn in respectievelijk 2117 en 2125.
  - 2023 – Na een vlucht van 18 uur koppelt een Dragon ruimtevaartuig dat de Dragon CRS-2 SpX-28 missie uitvoert met het ISS. Er is bijna 3200 kg lading aan boord van het ruimtevrachtschip.[3]

## Geboren

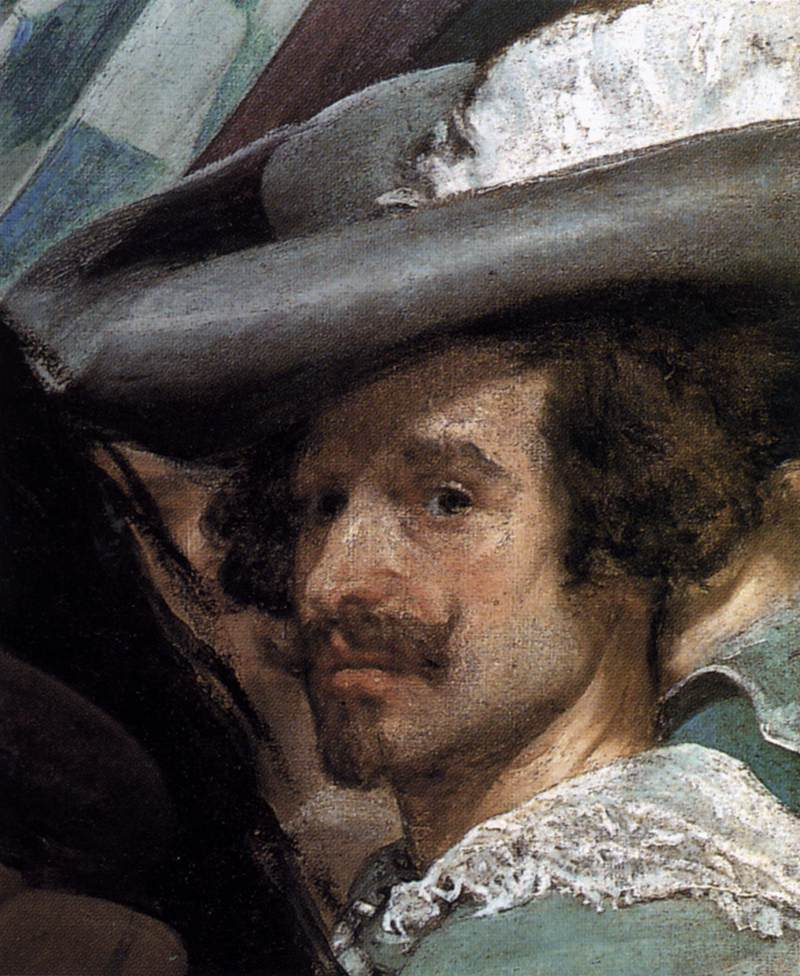
Diego Velázquez,
geboren in 1599

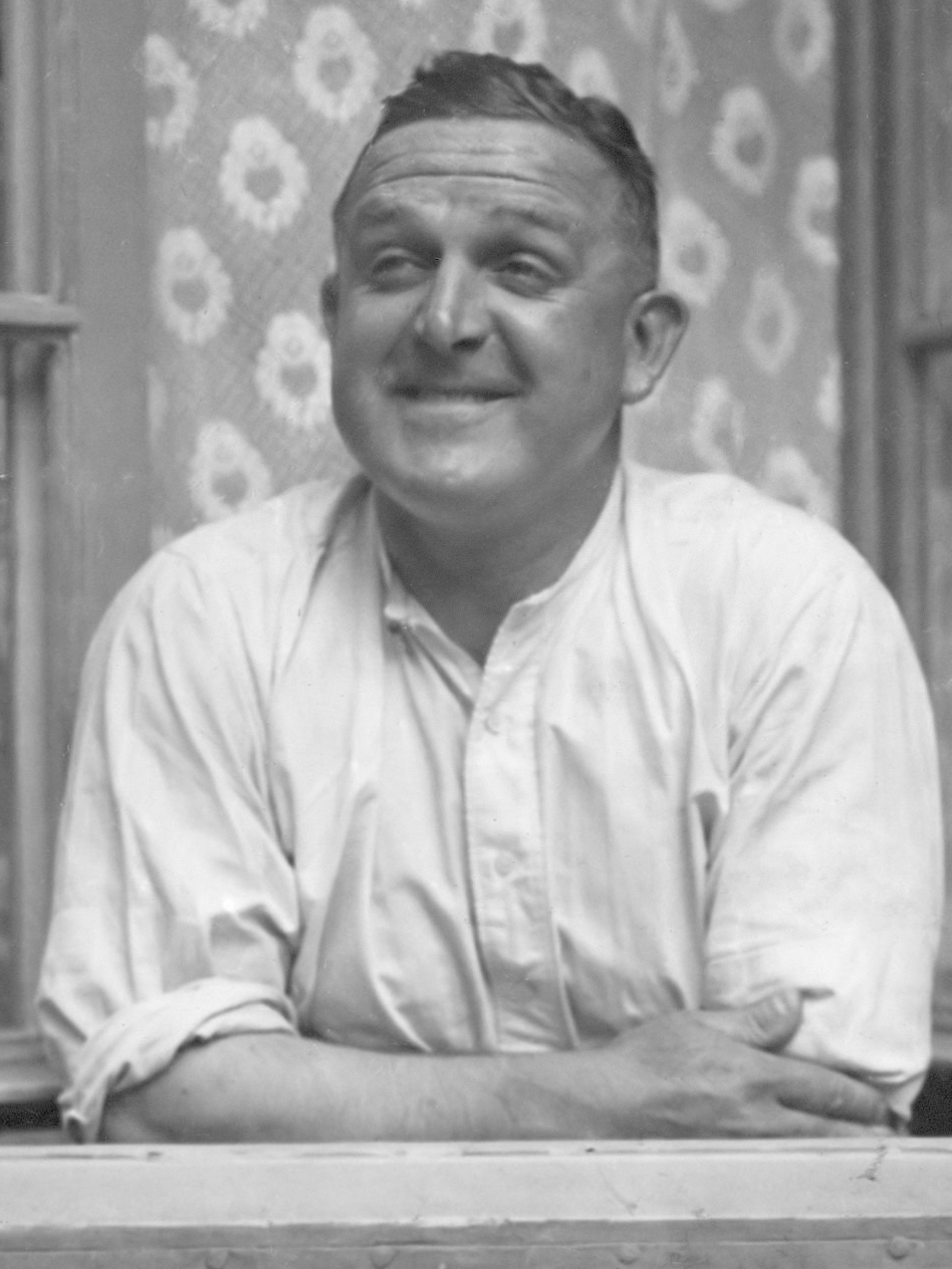
Bob Glendenning,
geboren in 1888

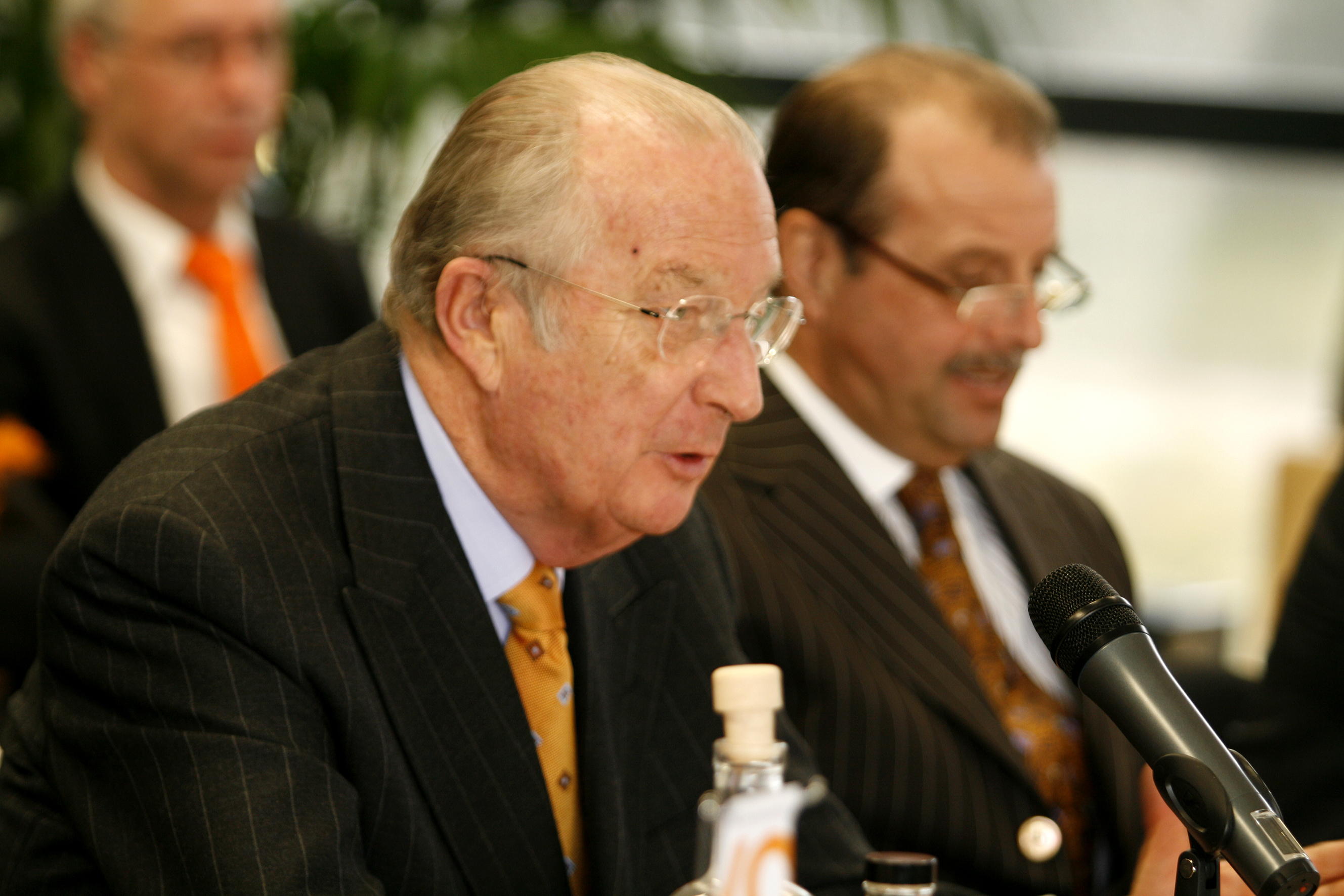
Albert II van België,
geboren in 1934

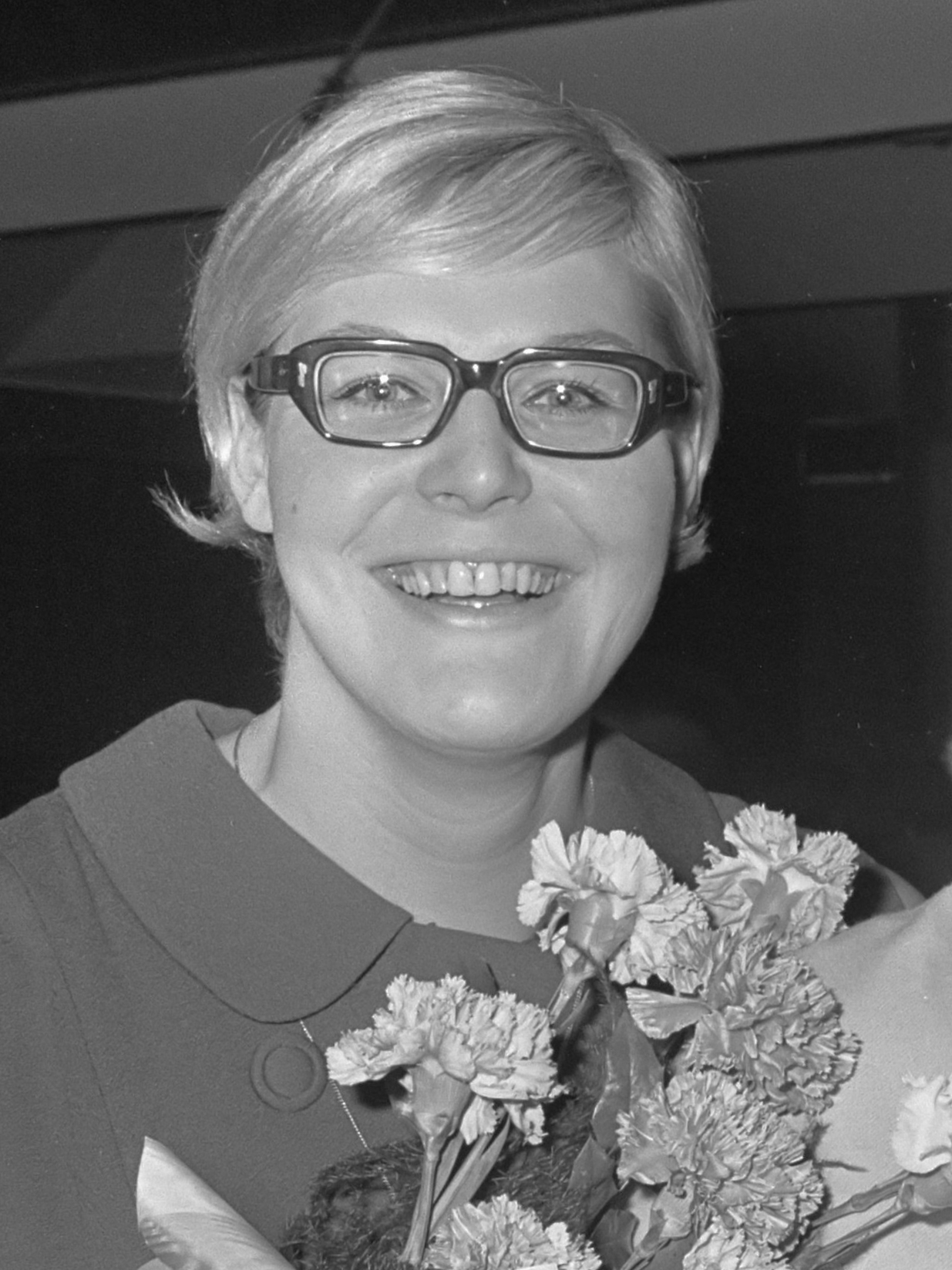
Ada Kok,
geboren in 1947

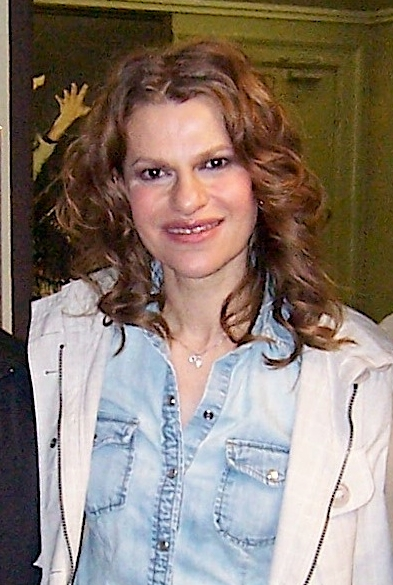
Sandra Bernhard,
geboren in 1955

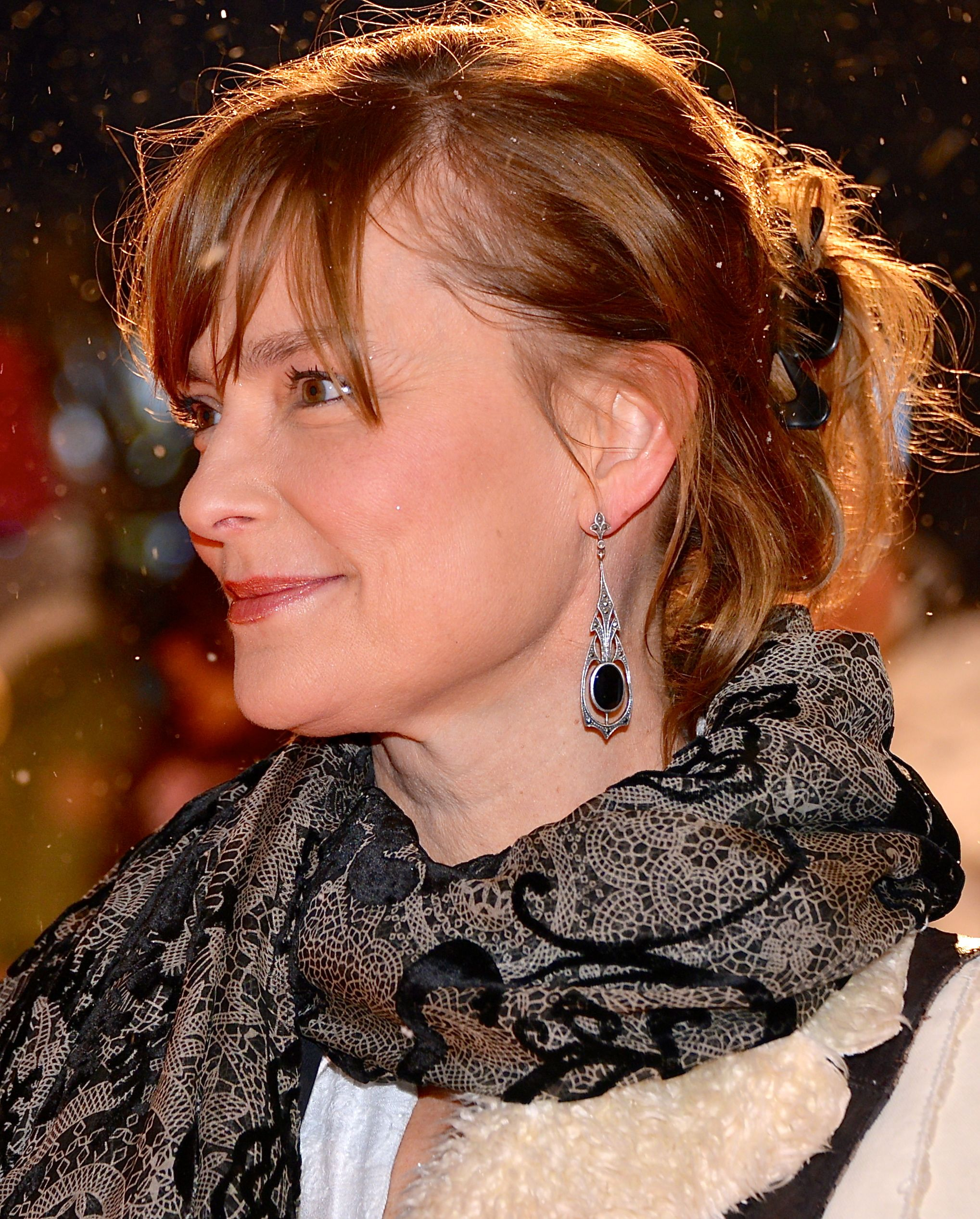
Marie Richardson,
geboren in 1959

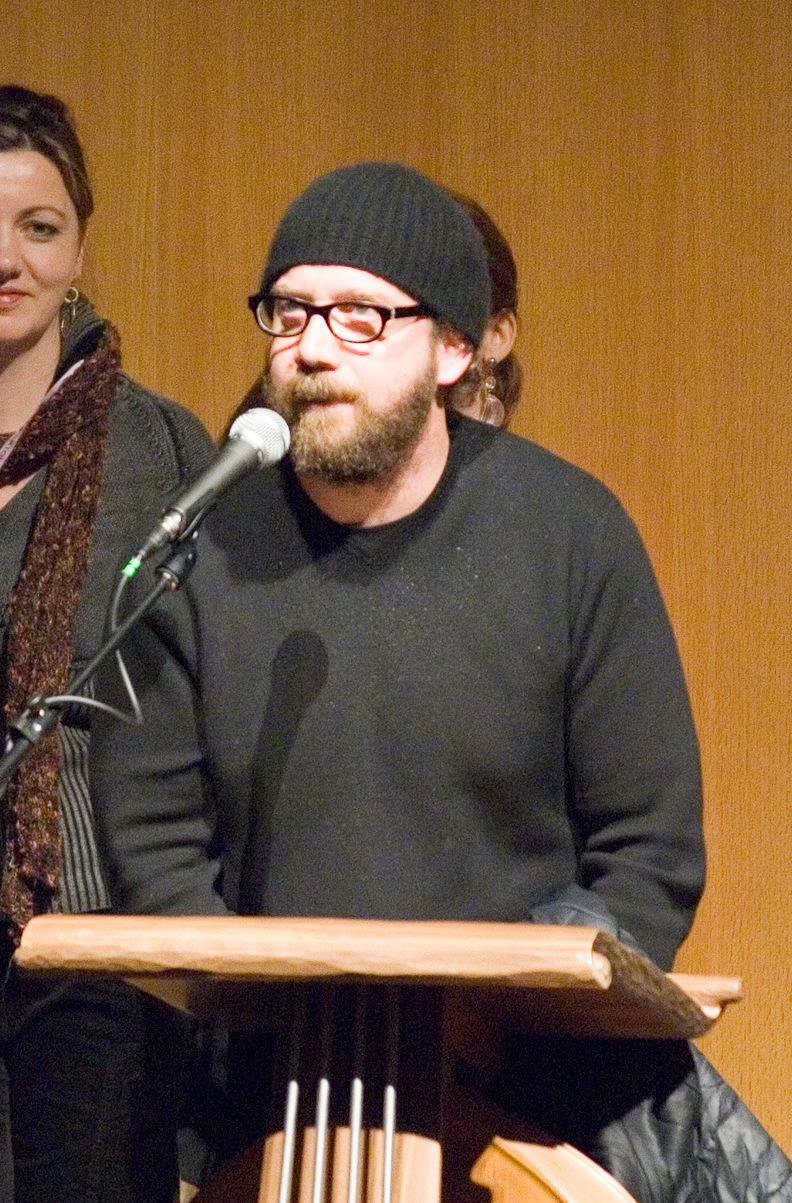
Paul Giamatti,
geboren in 1967

- 1436 – Regiomontanus, Duits astronoom, astroloog en wiskundige (overleden 1476)
- 1580 – Govaert Wendelen, Vlaams sterrenkundige en priester (overleden 1667)
- 1606 – Pierre Corneille, Frans toneelschrijver (overleden 1684)
- 1714 – Jozef I van Portugal, Portugees koning (overleden 1777)
- 1733 – Lorenz Pasch de Jongere, Zweeds kunstschilder (overleden 1805)
- 1740 – Louis-Sébastien Mercier, Frans schrijver en politicus (overleden 1814)
- 1769 – Petrus Jozef de Caters, Belgisch bankier (overleden 1861)
- 1799 – Aleksandr Poesjkin, Russisch dichter (overleden 1837)
- 1807 – Adrien François Servais, Belgisch cellist en componist (overleden 1866)
- 1850 – Karl Ferdinand Braun, Duits natuurkundige (overleden 1918)
- 1865 – Antoon Jozef Witteryck, Belgisch uitgever (overleden 1934)
- 1868 – Robert Falcon Scott, Brits ontdekkingsreiziger (overleden 1912)
- 1869 – Siegfried Wagner, Duits componist en dirigent (overleden 1930)
- 1875 – Thomas Mann, Duits schrijver (overleden 1955)
- 1882 – Frits Meuring, Nederlands zwemmer (overleden 1973)
- 1885 – Joseph Achten, Belgisch wielrenner (geen gekende overlijdensgegevens)
- 1885 – Hesje van Rijk, Nederlandse actrice (overleden 1968)
- 1885 – Gid Tanner, Amerikaans violist (overleden 1960)
- 1888 – Bob Glendenning, Engels voetballer en trainer (overleden 1940)
- 1888 – Valerian Koejbysjev, Russisch revolutionair (overleden 1935)
- 1896 – Italo Balbo, Italiaans fascist (overleden 1940)
- 1896 – Henry Allingham, Eerste Wereldoorlogsveteraan en oudste man ter wereld (overleden 2009)
- 1898 – Ninette de Valois, Iers balletdanseres en choreograaf (overleden 2001)
- 1901 – Soekarno, Indonesisch president (overleden 1970)
- 1901 – Helmuth Stieff, Duits generaal (overleden 1944)
- 1903 – Aram Chatsjatoerjan, Armeens-Russisch componist en cellist (overleden 1978)
- 1904 – Lesley Blanch, Engels schrijfster, moderedactrice (overleden 2007)
- 1908 – Giovanni Bracco, Italiaans autocoureur (overleden 1968)
- 1909 – Isaiah Berlin, Brits liberaal filosoof en politicoloog (overleden 1997)
- 1910 – Ben Aerden, Nederlands  acteur (overleden 1988)
- 1915 – Lodo van Hamel, Nederlands marineofficier en verzetsstrijder (overleden 1941)
- 1917 – Kirk Kerkorian, Amerikaans belegger, miljardair (overleden 2015)
- 1919 – Lord Peter Carington, Brits secretaris-generaal van de NAVO (overleden 2018)
- 1923 – Virginia C. Andrews, Amerikaans romanschrijfster (overleden 1986)
- 1923 – Ivor Bueb, Brits autocoureur (overleden 1959)
- 1923 – Jim Rigsby, Amerikaans autocoureur (overleden 1952)
- 1924 – Serge Nigg, Frans toondichter (overleden 2008)
- 1925 – Andrew Mlangeni, Zuid-Afrikaans apartheidsactivist (overleden 2020)
- 1926 – Torsten Andersson, Zweeds kunstschilder (overleden 2009)
- 1926 – Giotto Bizzarrini, Italiaans autobouwer (overleden 2023)
- 1927 – Peter Spier, Nederlands kinderboekenschrijver (overleden 2017)
- 1928 – Elio Sgreccia, Italiaans bisschop (overleden 2019)
- 1929 – Milan Nikolić, Joegoslavisch voetballer (overleden 2015)
- 1930 – Ian Burgess, Brits autocoureur (overleden 2012)
- 1932 – Jan Adriaensens, Belgisch wielrenner (overleden 2018)
- 1932 – Federico Aguilar Alcuaz, Filipijns kunstschilder (overleden 2011)
- 1932 – Arie J. Keijzer, Nederlands organist en componist (overleden 2023)
- 1932 – Fred Lebow, Roemeens-Amerikaans atleet (overleden 1994)
- 1932 – David Scott, Amerikaans astronaut
- 1932 – Billie Whitelaw, Brits actrice (overleden 2014)
- 1933 – Maurinho, Braziliaans voetballer (overleden 1995)
- 1934 – Koning Albert II van België
- 1934 – Ad Lansink, Nederlands politicus
- 1936 – Ferdinand van Altena, Nederlands choreograaf (overleden 2006)
- 1936 – Malangatana Ngwenya, Mozambikaans schilder en dichter (overleden 2011)
- 1936 – Levi Stubbs, Amerikaans zanger en acteur (overleden 2008)
- 1938 – Koert Stuyf, Nederlands danser, choreograaf en dansleraar (overleden 2020)
- 1938 – Hendrik van Teylingen, Nederlands dichter, schrijver en vertaler (overleden 1998)
- 1939 – Louis Andriessen, Nederlands componist (overleden 2021)
- 1939 – Gary U.S. Bonds, Amerikaans zanger
- 1940 – Edgar Froese, Duits artiest (overleden 2015)
- 1941 – Gerard Lippold, Nederlands voetballer en voetbaltrainer (overleden 2015)
- 1942 – Coosje van Bruggen, Nederlands-Amerikaans beeldhouwer (overleden 2009)
- 1942 – Norberto Rivera Carrera, Mexicaans kardinaal-aartsbisschop van Mexico
- 1943 – Denise Zimmerman, Vlaams actrice (overleden 2004)
- 1944 – Monty Alexander, Jamaicaans jazzpianist
- 1944 – Phillip Allen Sharp, Amerikaans wetenschapper
- 1944 – Tommie Smith, Amerikaans atleet
- 1945 – Conny Vink, Nederlands zangeres
- 1946 – Tony Levin, Amerikaans bassist
- 1946 – Zbigniew Seifert, Pools jazzviolist (overleden 1979)
- 1946 – Leo van Veen, Nederlands voetballer en voetbalcoach
- 1947 – Robert Englund, Amerikaans acteur
- 1947 – Ada Kok, Nederlands zwemster
- 1948 – Rocco Buttiglione, Italiaans politicus en politicoloog
- 1948 – Jürgen Marcus, Duits schlagerzanger (overleden 2018)
- 1948 – Richard Sinclair, Engels muzikant
- 1948 – Vladimir Sjadrin, Sovjet-Russisch ijshockeyer (overleden 2021)
- 1949 – Piet Buter, Nederlands voetbaltrainer en sportbestuurder
- 1949 – Vitalij Staroechin, Sovjet-Oekraïens voetballer (overleden 2000)
- 1950 – Chantal Akerman, Belgisch regisseuse (overleden 2015)
- 1950 – Gary Graham, Amerikaans acteur (overleden 2024)
- 1950 – Dan Shaver, Amerikaans autocoureur (overleden 2007)
- 1951 – Erik De Beck, Belgisch atleet
- 1951 – Hugo Polderman, Nederlands politicus
- 1952 – Anders Kallur, Zweeds ijshockeyspeler
- 1952 – Harvey Fierstein, Amerikaans acteur
- 1953 – Jan Durnez, Belgisch politicus
- 1954 – Jorge Mendonça, Braziliaans voetballer (overleden 2006)
- 1954 – Władysław Żmuda, Pools voetballer
- 1955 – Sandra Bernhard, Amerikaans actrice, zangeres en schrijfster
- 1955 – Sam Simon, Amerikaans scenarioschrijver (overleden 2015)
- 1956 – Björn Borg, Zweeds tennisser
- 1956 – Ryszard Wójcik, Pools voetbalscheidsrechter
- 1957 – Stefano Braschi, Italiaans voetbalscheidsrechter
- 1957 – Marc Goblet, Belgisch syndicalist (overleden 2021)
- 1959 – Marcel Musters, Nederlands acteur
- 1959 – Marwan Barghouti, Palestijns politicus
- 1959 – Dag Erik Pedersen, Noors wielrenner (overleden 2024)
- 1959 – Marie Richardson, Zweeds actrice
- 1960 – Karina Content, Nederlands ex-prostituee, politica en publiciste
- 1960 – Kenneth Lau, Hongkongs autocoureur
- 1960 – Steve Vai, Amerikaans gitarist
- 1961 – Tom Araya, Chileens zanger en bassist (Slayer)
- 1961 – Michel Dernies, Belgisch wielrenner
- 1961 - Hanneke Kalf, Nederlands logopedist, docent en onderzoeker
- 1961 – Dee C Lee, Brits soul-/r&b-zangeres
- 1961 – Jan Vandendriessche, Belgisch krachtballer en atleet
- 1963 – Lulu Aertgeerts, Vlaams actrice en choreografe
- 1963 – Jason Isaacs, Engels acteur
- 1964 – Jay Bentley, Amerikaans bassist
- 1964 – Nelli Cooman, Surinaams-Nederlands atlete
- 1964 – Guru Josh (Paul Walden), Jerseys danceproducer (overleden 2015)
- 1965 - Lucy Tyler-Sharman, Australisch wielrenster
- 1966 – Faure Eyadéma, Togolees president
- 1966 – Patrick Eyk, Nederlands wielrenner (overleden 2019)
- 1966 – Fernando Kanapkis, Uruguayaans voetballer
- 1966 – Anthony Yeboah, Ghanees voetballer
- 1967 – Max Casella, Amerikaans acteur
- 1967 – Paul Giamatti, Amerikaans acteur
- 1967 – Caroline van der Plas, Nederlands journaliste en politica
- 1968 – Prudencio Indurain, Spaans wielrenner
- 1968 – Bart Voskamp, Nederlands wielrenner
- 1968 – Edwin Vurens, Nederlands voetballer
- 1969 – Jeroen Snel, Nederlands televisiepresentator
- 1970 – Albert Ferrer, Spaans voetballer en voetbalcoach
- 1970 – James Shaffer, Amerikaans gitarist
- 1970 – Yoshiko Yamamoto, Japans atlete
- 1971 – Attila Pinte, Slowaaks voetballer
- 1973 – Fatima Elatik, Nederlands politica
- 1973 – Benamar Meskine, Algerijns bokser
- 1973 – Patrick Rothfuss, Amerikaans schrijver
- 1974 – Rolando Fonseca, Costa Ricaans voetballer
- 1974 – Danny Strong, Amerikaans acteur
- 1974 – Sonya Walger, Engels actrice
- 1975 – Staci Keanan, Amerikaans actrice
- 1976 – Jonathan Nolan, Brits screenwriter
- 1976 – Paul van Esseveldt, Nederlands hockeyer
- 1976 – Laurens ten Heuvel, Nederlands voetballer
- 1976 – Inge de Jong, Nederlands atlete
- 1976 – Suzanne Kröger, Nederlands politica (GroenLinks)
- 1976 – Devis Mangia, Italiaans voetbaltrainer
- 1976 – Z-Ro, Amerikaans rapper
- 1977 – David Connolly, Iers voetballer
- 1977 – Meike Evers, Duits roeister
- 1977 – Nilüfer Gündoğan, Nederlands politica (Volt)
- 1977 – Tony Sergeant, Belgisch voetballer
- 1977 – Workenesh Tola, Ethiopisch atlete
- 1978 – Carl Barât, Engels zanger, gitarist en acteur
- 1978 – Judith Barsi, Amerikaans kindster (overleden 1988)
- 1978 – Roelof den Ouden, Nederlands schrijver van jeugdliteratuur
- 1978 – Mariana Popova, Bulgaars zangeres
- 1979 – Solenne Figuès, Frans zwemster
- 1979 – Lisanne de Roever, Nederlands hockeyster
- 1979 – Christian Wein, Spaans-Duits hockeyer
- 1981 – Johnny Pacar, Amerikaans acteur
- 1982 – Marian Oprea, Roemeens atleet
- 1982 – Yvonne Wisse, Nederlands atlete
- 1983 – Tom Criel, Belgisch wielrenner
- 1983 – Alexander van Hattem, Nederlands politicus
- 1983 – Kelela Mizanekristos, Amerikaans zangeres
- 1983 – Michael Krohn-Dehli, Deens voetballer
- 1984 – Brandon Scott Jones, Amerikaans acteur en scenarioschrijver
- 1984 – Noor Sabri, Iraaks voetballer
- 1985 – Sota Hirayama, Japans voetballer
- 1985 – Sebastian Larsson, Zweeds voetballer
- 1985 – Thomas Mogendorff, Nederlands shorttracker
- 1985 – Leila Vaziri, Amerikaans zwemster
- 1986 – Leslie Carter, Amerikaans zangeres (overleden 2012)
- 1986 – Pieter Jacobs, Belgisch wielrenner
- 1986 – Stefanie Köhle, Oostenrijks alpineskiester
- 1986 – Jeffrey Vlug, Nederlands voetballer
- 1987 – Tim Dawn (Thijs Vroegop), Nederlands singer-songwriter
- 1987 – Keizer (Rozelsky Steve Lie-A-Jen), Surinaams-Nederlands rapper
- 1987 – Daniel Logan, Nieuw-Zeelands acteur
- 1987 – Rubin Okotie, Oostenrijks voetballer
- 1987 – Cássio Ramos, Braziliaans voetbaldoelman
- 1988 – Ryan Brathwaite, Barbadiaans atleet
- 1988 – Elizeba Cherono, Keniaans/Nederlands atlete
- 1988 – Jessy Lebsir, Belgisch voetballer
- 1988 – Thijsje Oenema, Nederlands schaatsster
- 1989 – Eliud Kiptanui, Keniaans atleet
- 1989 – Paweł Wojciechowski, Pools atleet
- 1990 – Vid Belec, Sloveens voetballer
- 1990 – Gavin Hoyte, Engels voetballer
- 1990 – Sergio Padt, Nederlands voetballer
- 1991 – Lucas van Alphen, Nederlands schaatser
- 1993 – Eddie Cheever III, Italiaans autocoureur
- 1993 – Kong Fanyu, Chinees freestyleskiester
- 1994 – Josip Koninckx, Vlaams acteur
- 1994 – Yvon Mvogo, Zwitsers voetballer
- 1994 – Maxence Parrot, Canadees snowboarder
- 1994 – Enzo Stroo, Nederlands voetballer
- 1995 – Jonna Adlerteg, Zweeds gymnaste
- 1995 – Štefan Hadalin, Sloveens alpineskiër
- 1995 – Masato Sakai, Japans zwemmer
- 1997 – Bence Boldizs, Hongaars autocoureur
- 1997 – Saskia Matheis, Duits voetbalster
- 1997 – Chloé Vande Velde, Belgisch voetbalster
- 1999 – Alessandro Buongiorno, Italiaans voetballer
- 1999 - Jesse Sprikkelman, Nederlands producer
- 2000 – Cat Burns, Engels singer-songwriter
- 2001 – Cole Hocker, Amerikaans atleet
- 2002 – Tommy Smith, Australisch autocoureur
- 2003 – Facundo González, Uruguayaans voetballer
- 2004 – Ted Rooijendijk, Nederlands voetbalster

## Overleden

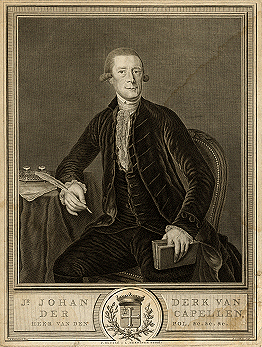
Joan Derk van der Capellen tot den Pol
overleden in 1784

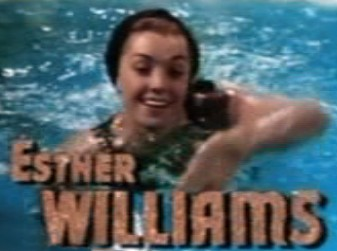
Esther Williams
overleden in 2013

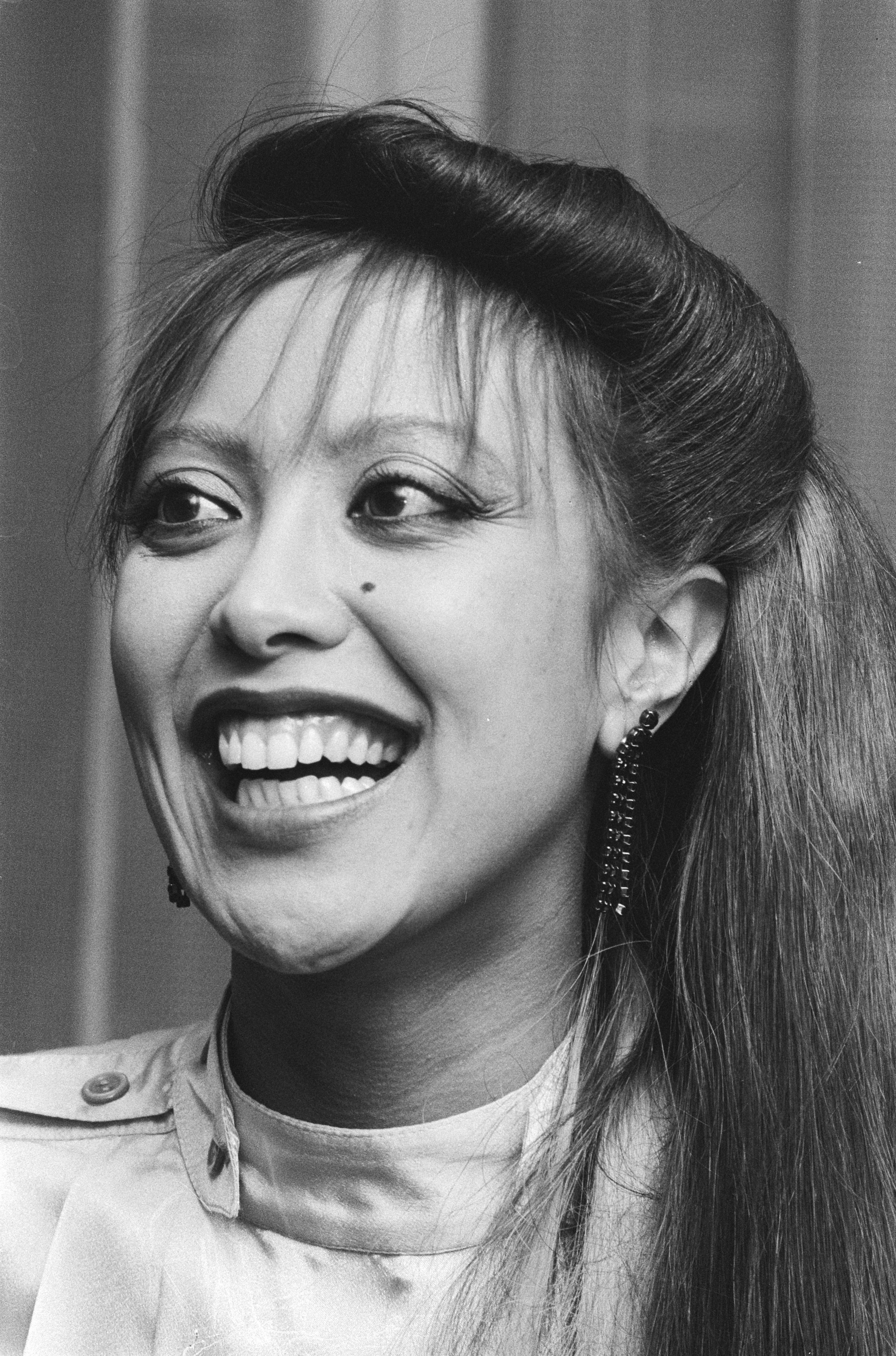
Sandra Reemer
overleden in 2017

- 840 – Agobard (71), Frankisch aartsbisschop
- 913 – Alexander van Byzantium (43), keizer van het Byzantijnse Rijk
- 1134 – Norbertus (54), Duits ordestichter en aartsbisschop
- 1558 – Filips I van Nassau-Wiesbaden (66), graaf van Nassau-Wiesbaden-Idstein
- 1784 – Joan Derk van der Capellen tot den Pol (42), Nederlands politicus
- 1831 – Jeremy Bentham (84), Brits filosoof en jurist
- 1861 – Camillo Benso di Cavour (50), Italiaans politicus
- 1878 – Robert Stirling (87), Schots dominee en uitvinder
- 1881 – Henri Vieuxtemps (61), Belgisch violist en componist
- 1891 – Sir John Macdonald (76), eerste minister-president van Canada
- 1929 – Richárd Réti (40), Hongaars schaker
- 1944 – Wilhelm Falley (46), Duits generaal
- 1944 – Adam van Kan (66), Nederlands wetenschapper
- 1944 – Henk Raak (23), Nederlands verzetsstrijder
- 1944 – Albert Jan Rozeman (30), Nederlands verzetsstrijder
- 1945 – Meinoud Rost van Tonningen (51), Nederlands bankier, collaborateur, journalist, politicus en SS'er
- 1946 – Gerhart Hauptmann (83), Duits toneelschrijver
- 1947 – Tjeerd van der Weide, NSB-burgemeester van Velsen
- 1951 – Tomas Confesor (60), Filipijns politicus
- 1956 – Hiram Bingham (80), Amerikaans ontdekkingsreiziger, gouverneur en senator
- 1961 – Carl Gustav Jung (85), Zwitsers psychiater en psycholoog
- 1962 – Yves Klein (34), Frans schilder
- 1967 – Fernando Paternoster (64), Argentijns voetballer en voetbalcoach
- 1968 – Robert F. Kennedy (42), Amerikaans politicus
- 1985 – Willy Bocklant (44), Belgisch wielrenner
- 1986 – Johnnie Tolan (68), Amerikaans autocoureur
- 1988 – Jacques Ledoux (66/67), Belgisch filmhistoricus, -conservator en -archivaris
- 1992 – Theo van Lier (76), Nederlands verzetsstrijder in de Tweede Wereldoorlog en politicus
- 1997 – Eitel Cantoni (90), Uruguayaans autocoureur
- 2003 – Dave Rowberry (62), toetsenist van The Animals
- 2005 – Anne Bancroft (73), Amerikaans actrice
- 2005 – Jan Verbeeck (92), Belgisch operazanger
- 2006 – Renate Limbach (34), Nederlands schaakster en onderwijskundige
- 2006 – Arnold Newman (88), Amerikaans fotograaf
- 2006 – Billy Preston (59), Amerikaans toetsenist en soulzanger
- 2006 – Hilton Ruiz (54), Amerikaans jazzpianist
- 2006 – Léon Weil (109), Frans militair, verzetsstrijder
- 2007 – Gerrit Mintjes (58), Nederlands voetballer
- 2008 – Victor Wegria (71), Belgisch voetballer
- 2009 – Charles Arnold-Baker (93), Engels pleiter en historicus
- 2009 – Jean Dausset (92), Frans immunoloog en Nobelprijswinnaar
- 2009 – Bobby Haarms (75), Nederlands voetballer en -coach
- 2009 – Ronny Rens (76), Surinaams journalist
- 2012 – Aad Muntz (77), Nederlands reclameman
- 2013 – Dim Kesber (83), Nederlands jazzmusicus
- 2013 – Tom Sharpe (85), Brits auteur
- 2013 – Esther Williams (91), Amerikaans actrice en zwemkampioene
- 2014 – Eric Hill (86), Brits kinderboekenschrijver en -illustrator
- 2014 – Lorna Wing (85), Brits psychiater
- 2015 – Pierre Brice (86), Frans acteur (Winnetou)
- 2015 – Dick Holthaus (86), Nederlands modeontwerper
- 2015 – Corry van der Linden (78), Nederlands hoorspel- en stemactrice
- 2016 – Viktor Kortsjnoj (85), Russisch schaakgrootmeester
- 2016 – Erich Linemayr (83), Oostenrijks voetbalscheidsrechter
- 2016 – Kimbo Slice (42), Bahamaans-Amerikaans straatvechter
- 2016 – Tunga (64), Braziliaans beeldhouwer en installatiekunstenaar
- 2017 – Vin Garbutt (69), Iers-Brits folkzanger en songwriter
- 2017 – François Houtart (92), Belgisch priester en godsdienstsocioloog
- 2017 – Adnan Khashoggi (81), Saoedi-Arabisch wapenhandelaar en miljardair
- 2017 – Sandra Reemer (66), Nederlands zangeres en presentatrice
- 2018 – Tinus Bosselaar (82), Nederlands voetballer
- 2018 – Arie den Hartog (77), Nederlands wielrenner
- 2019 – Dr. John (77), Amerikaans zanger, songwriter en pianist
- 2019 – Rolf Maurer (81), Zwitsers wielrenner
- 2019 – Rob van Rees (80), Nederlands politieman en presentator
- 2019 – Carl Schell (91), Zwitsers acteur
- 2021 – Ei-ichi Negishi (85), Japans chemicus en Nobelprijswinnaar
- 2022 – Jim Seals (80), Amerikaans zanger en muzikant (Seals & Crofts)
- 2022 – Valeri Rjoemin (83), Russisch ruimtevaarder
- 2022 – Holkje van der Veer (61), Nederlands agoge, theologe en schrijfster
- 2023 – Françoise Gilot (101), Frans kunstschilderes
- 2023 – Tony McPhee (79), Brits bluesgitarist en zanger
- 2023 – Jan Ritsema (92), Nederlands burgemeester
- 2023 – Elise Wessels-van Houdt (80), Nederlands museumdirecteur
- 2024 - Sergej Novikov (86), Russisch wiskundige
- 2025 - Raidi (86), Tibetaans-Chinees politicus

## Viering/herdenking
- Nationale feestdag van Zweden
- Rooms-katholieke kalender:

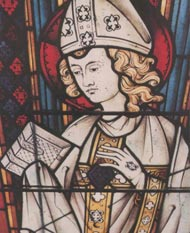
H. Norbertus van Gennep

  - Heilige Norbertus van Gennep († 1134) – Vrije Gedachtenis
  - Heilige Artemius, Candida en Paulina van Rome († 302)
  - Heilige Rafaël Guízar y Valencia († 1938)
  - Heilige Marcellin Champagnat († 1840)
  - Heilige Agobard (van Lyon) († 840)
  - Heilige Claudius van Besançon († 699)

## Weerextremen

### Nederland
| | Officiële records | Officiële records | Officiële records |      | Landelijke records | Landelijke records | Landelijke records         |
| Gebeurtenis | Jaar              | Extreem           | Locatie           | Jaar | Extreem            | Locatie            |                            |
| --- | ----------------- | ----------------- | ----------------- | ---- | ------------------ | ------------------ | -------------------------- |
| Laagste etmaalgemiddelde temperatuur (°C) | 1923              | 9,2               | De Bilt           |      | 1923               | 7,3                | Eelde                      |
| Hoogste etmaalgemiddelde temperatuur (°C) | 1996              | 23,2              | De Bilt           |      | 1996               | 23,9               | Maastricht                 |
| Laagste minimumtemperatuur (°C) | 1924              | 1,7               | De Bilt           |      | 1989               | 0,4                | Twenthe                    |
| Hoogste minimumtemperatuur (°C) | 1978              | 16,4              | De Bilt           |      | 1997               | 18,9               | Rotterdam Geulhaven        |
| Laagste maximumtemperatuur (°C) | 1920              | 12,1              | De Bilt           |      | 1923               | 10,1               | De Kooy                    |
| Hoogste maximumtemperatuur (°C) | 1996              | 30,9              | De Bilt           |      | 1996               | 31,5               | Volkel                     |
| Hoogste uurgemiddelde windsnelheid (m/s) | 1927              | 13,9              | De Bilt           |      | 2017               | 22,0               | IJmuiden                   |
| Hoogste windstoot (m/s) | 2017              | 20,0              | De Bilt           |      | 2017               | 30,0               | Hoek van Holland, IJmuiden |
| Langste zonneschijnduur (uur) | 1940              | 15,3              | De Bilt           |      | 1973               | 15,8               | Eelde                      |
| Langste neerslagduur (uur) | 1943              | 12,2              | De Bilt           |      | 2022               | 18,1               | Hoorn Terschelling         |
| Hoogste etmaalsom van de neerslag (mm) | 1943              | 52,5              | De Bilt           |      | 1943               | 52,5               | De Bilt                    |
| Laagste etmaalgemiddelde relatieve vochtigheid (%) | 1930, 1933        | 47                | De Bilt           |      | 1940, 1950         | 40                 | Maastricht                 |
| Laagste uurwaarde luchtdruk op zeeniveau (hPa) | 1929              | 992,2             | De Bilt           |      | 1929               | 988,3              | De Kooy                    |
| Hoogste uurwaarde luchtdruk op zeeniveau (hPa) | 1962              | 1037,0            | De Bilt           |      | 1962               | 1038,3             | De Kooy                    |
| Officiële records worden altijd gemeten op het KNMI-weerstation in De Bilt. Landelijke records kunnen worden gemeten op elk officieel KNMI-weerstation in Nederland. |                   |                   |                   |      |                    |                    |                            |

Uitzonderlijke gebeurtenissen
- 1910 - Officieel hoogste minimumtemperatuur in °C van het jaar gemeten in De Bilt: 15,9
- 1910 - Officieel hoogste maximumtemperatuur in °C van het jaar gemeten in De Bilt: 29,9
- 1943 - Officieel maandrecord hoogste etmaalsom van de neerslag in mm van juni gemeten in De Bilt: 52,5
- 1961 - Eerste officiële zomerse dag van het jaar (maximumtemperatuur ≥ 25 °C in De Bilt)
- 1962 - Landelijk maandrecord hoogste uurwaarde luchtdruk op zeeniveau in hPa van juni gemeten in De Kooy: 1038,3. Samen met 7 juni 1962
- 1970 - Eerste officiële zomerse dag van het jaar (maximumtemperatuur ≥ 25 °C in De Bilt)
- 1996 - Eerste officiële tropische dag van het jaar (maximumtemperatuur ≥ 30 °C in De Bilt)
- 2013 - Eerste officiële zomerse dag van het jaar (maximumtemperatuur ≥ 25 °C in De Bilt)

### België
Dagrecords
- 1871 en 1923 - Laagste etmaalgemiddelde temperatuur 9,1 °C
- 1950 - Hoogste etmaalgemiddelde temperatuur 24,3 °C
- 1923 - Laagste minimumtemperatuur 4,8 °C
- 1950 - Hoogste maximumtemperatuur 30,3 °C
- 1986 - Hoogste etmaalsom van de neerslag 26,9 mm

Uitzonderlijke gebeurtenissen
- 1962 - Luchtdruk in Ukkel: 1034,9 hPa (luchtdruk, herleid tot zeeniveau).
- 1985 - Hevig onweer met spectaculaire hagelbui: het is helemaal wit in Oudenaarde.
- 1998 - Hagelbuien in de streek van Kortrijk en Moeskroen met hagelstenen tot 5 cm.
- 2010 - Tornado in Luik.
- 2011 - Koersel (Beringen) wordt getroffen door een tornado die enige schade aanricht.

<< · 1 · 2 · 3 · 4 · 5 · 6 · 7 · 8 · 9 · 10 · 11 · 12 · 13 · 14 · 15 · 16 · 17 · 18 · 19 · 20 · 21 · 22 · 23 · 24 · 25 · 26 · 27 · 28 · 29 · 30 · >>